# فوران ۲۰۲۰ آتشفشان تال
فوران آتشفشان ۲۰۲۰ تال (انگلیسی: 2020 Taal Volcano eruption) در ۱۲ ژانویه با سطح هشدار از انستیتوی آتشفشانی و زلزله‌شناسی فیلیپین (PHIVOLCS) فوران کرد که از سطح هشداردهنده ۲ به سطح هشداردهنده ۴ رسید که نشان می‌داد امکان وقوع "یک فوران انفجاری خطرناک در عرض چند ساعت تا چند روز هست. این یک فوران فریاتیک از دهانه اصلی بود که خاکسترها انفجار را به کالابارزون، کلانشهر مانیل و برخی از قسمت‌های مرکزی لوزون پخش کرد و به تعلیق کلاسها، برنامه‌های روزانه کار و پروازها منجر شد.
در هنگام فوران این آتشفشان بیش از ۲۰۰ زمین لرزه در داخل و اطراف «تال» به ثبت رسیده که ۸۱ مورد از آن‌ها با شدت‌های مختلف احساس شده‌است. به گفته کارشناسان چنین فعالیت‌های لرزه‌ای شدید احتمالاً نشانگر نفوذ مداوم ماگمایی در زیر آتشفشان «تال» است که ممکن است منجر به فعالیت و فوران بیشتر آن شود. مقامات فیلیپین تا شعاع ۱۴ کیلومتری این آتشفشان را منطقه خطر اعلام کرده‌اند، هرچند تا شعاع ۳۱۱ متری این آتشفشان منطقه خطر دائمی محسوب می‌شود.